# Warren (Connecticut)
Canaan es un pueblo ubicado en el condado de Litchfield en el estado estadounidense de Connecticut. En 2005 tenía una población de 1 361 habitantes y una densidad poblacional de 20 personas por km².

## Geografía
Canaan se encuentra ubicada en las coordenadas 41°44′11″N 73°20′32″O / 41.73639, -73.34222.

## Demografía
Según la Oficina del Censo en 2000 los ingresos medios por hogar en la localidad eran de $62 798, y los ingresos medios por familia eran $66 563. Los hombres tenían unos ingresos medios de $50 469 frente a los $35 250 de las mujeres. La renta per cápita para la localidad era de $36 801. Alrededor del 3,3% de la población estaba por debajo del umbral de pobreza.